# Hermann Esterbauer
Hermann Esterbauer (* 30. Juli 1936 in Ach (Oberösterreich); † 7. Januar 1997 in Graz) war ein österreichischer Chemiker, der besonders in der Erforschung des menschlichen Stoffwechsels und der Alterungsvorgänge hervortrat.

## Leben und Werk
Hermann Esterbauer studierte an der Universität Graz physikalischer Chemie und erlangte dort 1963 seinen Promotionsabschluss bei Erwin Schauenstein. Ihm war die Charakterisierung von 4-Hydroxynonenal gelungen, einem Stoff, der bei der Lipidperoxidation (dem Ranzigwerden der Fette) entsteht und der als wichtiger Wegbereiter für Krankheiten wie Krebs, Alzheimer und Arteriosklerose angesehen wird. Anschließend habilitierte er sich dort 1970.
Nach Forschungsaufenthalten in den USA kehrte er nach Graz zurück und leitete ab 1990 das Institut für Biochemie an der Universität. Insgesamt forschte er über 40 Jahre lang an den Themen der freien Radikale, der Antioxidantien (insbesondere des Vitamin E und der Carotinoide) und der Fettoxidation. Er verfasste 370 Fachartikel. Durch seine Arbeit wurde der Zusammenhang zwischen oxidativem Stress, freien Radikalen und Veränderungen an LDL-Lipoproteinen, die zu Arteriosklerose führen können, allgemein anerkannt.
Ihm zu Ehren schrieb eine Forscherveinigung den „Esterbauer Award“ aus, da er als einer der begabtesten Biochemiker des 20. Jahrhunderts neue Maßstäbe gesetzt habe.
Esterbauer war verheiratet und hatte eine Tochter.

## Werke (Auswahl)
- E. Schauenstein, H. Esterbauer, H. Zollner: Aldehydes in biological systems: their natural occurence and biological activities. Übersetzt von P. H. Gore. London 1977, ISBN 0-85086-059-8.
- H. Esterbauer, G. Striegl, H. Puhl, M. Rotheneder: Continuous monitoring of in vitro oxidation of human low density lipoprotein. In: Free Radic Res Commun. 6(1), 1989, S. 67–75.
- H. Esterbauer, G. Striegl, H. Puhl, S. Oberreither, M. Rotheneder, M. El-Saadani, G. Jurgens: The role of vitamin E and carotenoids in preventing oxidation of low-density lipoproteins. In: Ann. N.Y. Acad. Sci. 570, 1989, S. 254–267.
- H. Esterbauer, S. P. Gieseg, A. Giessauf, O. Ziouzenkova, P. Ramos: Role of natural antioxidants in inhibiting Cu++- mediated oxidation of  LDL. In: G. Bellomo, G. Finardi, E. Maggi, C. Rice-Evans (Hrsg.): Free Radicals Lipoprotein Oxidation and Atherosclerosis-Biological and Clinical Aspects. Richelieu Press, 1995, ISBN 0-903840-10-3, S. 11–26.
- A. Giessauf, E. Steiner, H. Esterbauer: Early destruction of tryptophan residues of apolipoprotein B is a vitamin E-independent process during copper-mediated oxidation of LDL. In: Biochim Biophys Acta. Vol. 1256, 1995, S. 221–232.